# 加拉鲁丁机场
加拉鲁丁机场（印尼语：Bandar Udara Jalaluddin）IATA代码：；ICAO代码：，是印度尼西亚苏拉威西岛哥伦打洛省的一座机场，主要服务城市是该省首府哥伦打洛，位于哥伦打洛以西30公里的哥伦打洛县境内，由印尼交通部运营，是进入印尼北部的重要空中门户。2016年5月1日启用拥有两座登机廊桥的新航站楼。加拉鲁丁机场以加拉鲁丁·坦图为名，他是一位来自哥伦打洛的飞行员上校，1964年在马来西亚北婆罗洲地区驾驶C-130运输机执行任务时牺牲。

## 历史
1955年，为了审阅公共工程局对村寨所实施的发展工作的落实情况，一架HU-16信天翁水上飞机在哥伦打洛县的伊鲁塔（Iluta）降落，这是历史上首次有飞机降落在哥伦打洛。1956年建起了一座简易机场，名为托洛蒂奥机场（Tolotio）。最初简易的托洛蒂奥机场是一座军用机场，同时也是由印尼民航总局管理的一座商业机场。根据驻哥伦打洛县军方的提案，1974年托洛蒂奥机场更名为加拉鲁丁机场。
2016年加拉鲁丁机场的新航站楼落成，使之成为印尼东部除苏丹哈桑丁国际机场和萨姆·拉图兰吉国际机场之后的一流机场，交通部也完成了机场空侧和陆侧的建设。空侧可以停泊3架类似的波音737新世代和两架ATR客机。目前加拉鲁丁机场跑道长宽为 2,500 m x 45 m，2019年将延长到 3,000 m x 400 m。新的停车场也建设完毕，原先的老停车场仅有 3,902 ㎡ 可容纳150辆车，现在停车场面积达 46,411㎡可供超过1,000辆车停放。
新航站楼分为两层，面积约12,000㎡，可以容纳2,500名旅客，被取代的老航站楼仅能容纳250名旅客。第一层是安检托运及登机手续办理区，第二层是候机厅。旧航站楼将为定期朝觐航班服务。

## 航空公司和目的地
| 航空公司       | 目的地                                                                |
| -------------- | --------------------------------------------------------------------- |
| 航星航空       | 安帕纳、布奥尔、卢武克、帕卢、托利托利                                |
| 巴泽航空       | 雅加达、望加锡                                                        |
| 连城航空       | 望加锡（2017年7月28日开始）                                           |
| 加鲁达印尼航空 | 望加锡、万鸦老                                                        |
| 印尼狮子航空   | 望加锡                                                                |
| 三佛齐航空     | 望加锡                                                                |
| 风翼航空       | 卢武克、万鸦老、打拉根（2017年8月2日开始）、帕卢（2017年7月27日开始） |

## 事故
2013年8月6日，印尼狮子航空897号班机在着陆过程中撞到一头牛，飞机滑到草坪中，机上117人无人员伤亡。

## 资料来源
1. ↑  世界航空数据库中的WAMG机场数据，数据截止日期：2006年10月。
2. ↑  在大圆制图人（Great Circle Mapper）上的GTO机场信息
3. ↑  . BeritaTrans.com. 2016-04-28  [2017-02-04]. （原始内容存档于2021-02-26） （印度尼西亚语）.
4. ↑  . lionair.co.id. 印尼狮子航空. （原始内容存档于2017-05-12）.
5. ↑  . 2013-08-15  [2017-07-22]. （原始内容存档于2013-11-21）.